# Adineta cuneata
Adineta cuneata är en hjuldjursart som beskrevs av Colin Milne 1916. Adineta cuneata ingår i släktet Adineta och familjen Adinetidae. Inga underarter finns listade i Catalogue of Life.